# Euphorbia caudiculosa
Euphorbia caudiculosa — вид рослин із родини молочайних (Euphorbiaceae), що зростає у Західній Азії.

## Опис
Це гола блідо-зелена рослина заввишки 3–7 см. Листя дрібне, товсте, цілісне, нижнє яйцювате й на коротких ніжках, верхнє лопатеве, гостре. Суцвіття коротке, головчасте. Квітки жовті. Період цвітіння: літо.

## Поширення
Зростає у таких країнах: Ліван, Сирія.